# فقیهه سلطانی
فقیهه سلطانی (زادهٔ ۲۹ مرداد ۱۳۵۳ در همدان) بازیگر تئاتر، سینما و تلویزیون ایرانی است.

## زندگی‌نامه
فقیهه سلطانی فرزند آیت‌الله سلطانی متولد ۱۳۵۳ بوده و فارغ‌التحصیل «رشته ادبیات نمایشی» از دانشگاه آزاد اسلامی است. سلطانی یک دورهٔ بازیگری را در سال ۱۳۷۱ و زیر نظر گلاب آدینه گذرانده است. او بازیگری سینما را از سال ۱۳۷۳ با بازی در فیلم «روسری آبی» ساختهٔ رخشان بنی‌اعتماد آغاز کرد.
سلطانی در بیست و یکمین جشنواره فیلم فجر با ۳ فیلم پرکارترین بازیگر بود.

## آثار

### مهمان
1. دورهمی (۱۳۹۵)

### سینما
| نام فیلم        | سال تولید |
| --------------- | --------- |
| آشوب            | ۱۴۰۰      |
| مرگ نامهء سهراب | ۱۳۹۶      |
| جاودانگی        | ۱۳۹۴      |
| شب شیشه‌ای       | ۱۳۸۹      |
| جداافتاده       | ۱۳۸۳      |
| دوشیزه          | ۱۳۸۱      |
| صورتی           | ۱۳۸۱      |
| نغمه            | ۱۳۸۰      |
| عینک دودی       | ۱۳۷۸      |
| معجزه خنده      | ۱۳۷۵      |
| روسری آبی       | ۱۳۷۳      |

### نمایش خانگی
- جادوگر (۱۴۰۱، مسعود اطیابی)
- جزر و مد[۳] (۱۴۰۳، محمدحسین لطیفی)

### تلویزیون
1. یزدان[۴] (۱۴۰۳)
2. فرشتگان بی بال (۱۴۰۰)
3. یاور (۱۴۰۰)
4. آدت نمی‌کنیم (۱۳۹۹)
5. زخم (۱۳۹۳)
6. مهمانان ویژه (۱۳۹۱)
7. مثل شیشه ۱۳۹۰
8. تبریز در مه (۱۳۸۹)
9. عمارت فرنگی (۱۳۸۷)
10. نشانی (۱۳۸۷)
11. قطار آن شب (۱۳۸۶)[۵][۶]
12. خواستگاران (۱۳۸۶)
13. پاتوق (۱۳۸۶)
14. روز رفتن (۱۳۸۵)
15. بوی گل‌های وحشی (۱۳۸۴)
16. آهوی ماه نهم (۱۳۸۳)
17. پدر خاک (۱۳۸۰)
18. آغوش‌های خالی (۱۳۷۸)
19. میهمانی از بهشت (۱۳۷۹)
20. طریق عشق (۱۳۷۶)
21. سایه‌ها (۱۳۷۵)
22. بی‌بی‌یون (۱۳۷۴)
23. امام علی (۱۳۷۰)

## ویدئویی
1. اینجا آسمان همیشه بارانی است (ویدئویی ۱۳۹۲)

## جوایز و نامزدها
- نامزد تندیس زرین بهترین بازیگر نقش اول زن از اولین جشن خانه سینما برای بازی در فیلم «معجزه خنده» - ۱۳۷۶